# Claudio Micheli
Claudio Micheli (Samedan, 17 dicembre 1970) è un ex hockeista su ghiaccio svizzero.
In oltre venti anni di carriera ha disputato più di 1000 incontri ufficiali.

## Carriera

### Club
Dopo aver trascorso i primi anni della propria carriera in Engadina presso l'EHC St. Moritz, Claudio Micheli esordì nel mondo professionistico con un'altra squadra del Canton Grigioni, l'EHC Chur, allora militante in Lega Nazionale B. Al termine della stagione 1990-1991 il Coira ottenne la promozione in Lega Nazionale A. Micheli rimase a Coira fino al termine della stagione successiva, prima di essere ceduto al SC Bern. Con l'EHC Chur collezionò 136 presenze, con 64 reti e 74 assist.
Micheli rimase a Berna per una sola stagione, con un bottino di soli 11 punti in 38 partite disputate. Nel 1993 firmò un contratto con i ZSC Lions di Zurigo, squadra per cui avrebbe giocato le successive dodici stagioni. Nel corso degli anni la produttività in attacco aumentò via via, costantemente sopra i 30 punti, fino a raggiungere 46 punti totali nella stagione 1996-1997, frutto di 22 gol e 24 assist.
In vista della stagione 1999-2000 Micheli fu nominato capitano dei Lions, i quali conquistarono il quarto campionato svizzero della loro storia, titolo poi bissato nella stagione successiva. Oltre ai successi in patria i ZSC Lions conquistarono fra il 2001 ed il 2002 due edizioni della IIHF Continental Cup. Dal 2003 al 2005 Micheli passò da capitano a capitano alternativo. Con la maglia degli ZSC Lions Micheli disputò 617 incontri, segnando 173 reti e fornendo 254 assist per i compagni, per un totale di 427 punti.
Nel 2005 passò ai Rapperswil-Jona Lakers, collezionando 74 punti in 142 partite nel corso di tre campionati. Nell'estate del 2008 invece Micheli passò all'HC Ambrì-Piotta, per cui giocò la stagione 2008-2009. Al termine della stagione in Leventina scelse di passare in Lega Nazionale B con i GCK Lions, squadra affiliata ai ZSC Lions, con un contratto valido fino al 2012. Al termine della stagione 2012-13 annunciò ufficialmente il proprio ritiro.

### Nazionale
Claudio Micheli esordì con la maglia della nazionale svizzera nella selezione Under-20 in occasione del Campionato mondiale di hockey su ghiaccio Under-20 del 1990, nel quale i rossocrociati vinsero la Prima Divisione. Micheli contribuì al successo con 4 gol e 8 assist in 7 incontri.
L'esordio nella nazionale maggiore avvenne nel 1997, con una rete e 4 assist nel gruppo della Prima Divisione. L'anno successivo, nel mondiale casalingo, la Svizzera giunse quarta mentre Micheli in 9 partite fornì 2 assist. L'ultima apparizione ai mondiali fu nel 2000, con il contributo di un assist in partite.

## Palmarès

### Club
- Campionato svizzero: 2

ZSC Lions: 1999-2000, 2000-2001
- IIHF Continental Cup: 2

ZSC Lions: 2000-2001, 2001-2002

### Nazionale
- Campionato mondiale di hockey su ghiaccio Under-20 - Prima Divisione: 1

Germania Ovest 1990